# 可薩和平
可薩治世（拉丁语：Pax Khazarica）是历史家用于形容可薩汗國強大时间（700年-950年），欽察草原至北高加索无征战，商隊可从東欧到中国。这字眼在十九世纪后被史家使用。但之后可薩汗国属国独立，他们后来被欽察人同化。